# Gold Dust
Gold Dust é uma canção do duo sueco de música eletrônica Galantis. Foi lançada em 23 de fevereiro de 2015 como o terceiro single de seu primeiro álbum de estúdio, Pharmacy (2015). Tornou-se disponível em 4 de abril de 2015. A faixa apresenta vocais sem créditos ou fortemente modificadas, de Vincent Pontare.

## Faixas
| Digital download – Remixes |                                          |         |  |
| N.º                        | Título                                   | Duração |  |
| 1.                         | "Gold Dust" (Extended Mix)               | 4:52    |  |
| 2.                         | "Gold Dust" (Hook N Sling Remix)         | 5:09    |  |
| 3.                         | "Gold Dust" (Galantis & Elgot VIP Remix) | 3:43    |  |
| 4.                         | "Gold Dust" (Yacht Club Remix)           | 4:38    |  |
| 5.                         | "Gold Dust" (CRNKN & Hotel Garuda Remix) | 3:58    |  |
| 6.                         | "Gold Dust" (East and Young Remix)       | 4:53    |  |
| 7.                         | "Gold Dust" (Loosid Remix)               | 4:01    |  |

## Paradas semanais
| Parada (2014–15)                                  | Melhor posição |
| ------------------------------------------------- | -------------- |
| Estados Unidos (Billboard Dance/Electronic Songs) | 26             |